# Zuocun (köpinghuvudort i Kina, Zhejiang)
Zuocun (kinesiska: 佐村, 佐村镇) är en köpinghuvudort i Kina. Den ligger i provinsen Zhejiang, i den östra delen av landet, omkring 110 kilometer söder om provinshuvudstaden Hangzhou. Antalet invånare är 13 399. Befolkningen består av 7 149 kvinnor och 6 250 män. Barn under 15 år utgör 53 %, vuxna 15-64 år 6,0 %, och äldre över 65 år 246 %.
Runt Zuocun är det tätbefolkat, med 319 invånare per kvadratkilometer. Närmaste större samhälle är Weishan, 6,1 km väster om Zuocun. I omgivningarna runt Zuocun växer i huvudsak blandskog.
Genomsnittlig årsnederbörd är 2 209 millimeter. Den regnigaste månaden är juni, med i genomsnitt 377 mm nederbörd, och den torraste är januari, med 70 mm nederbörd.